# Ladeschütze

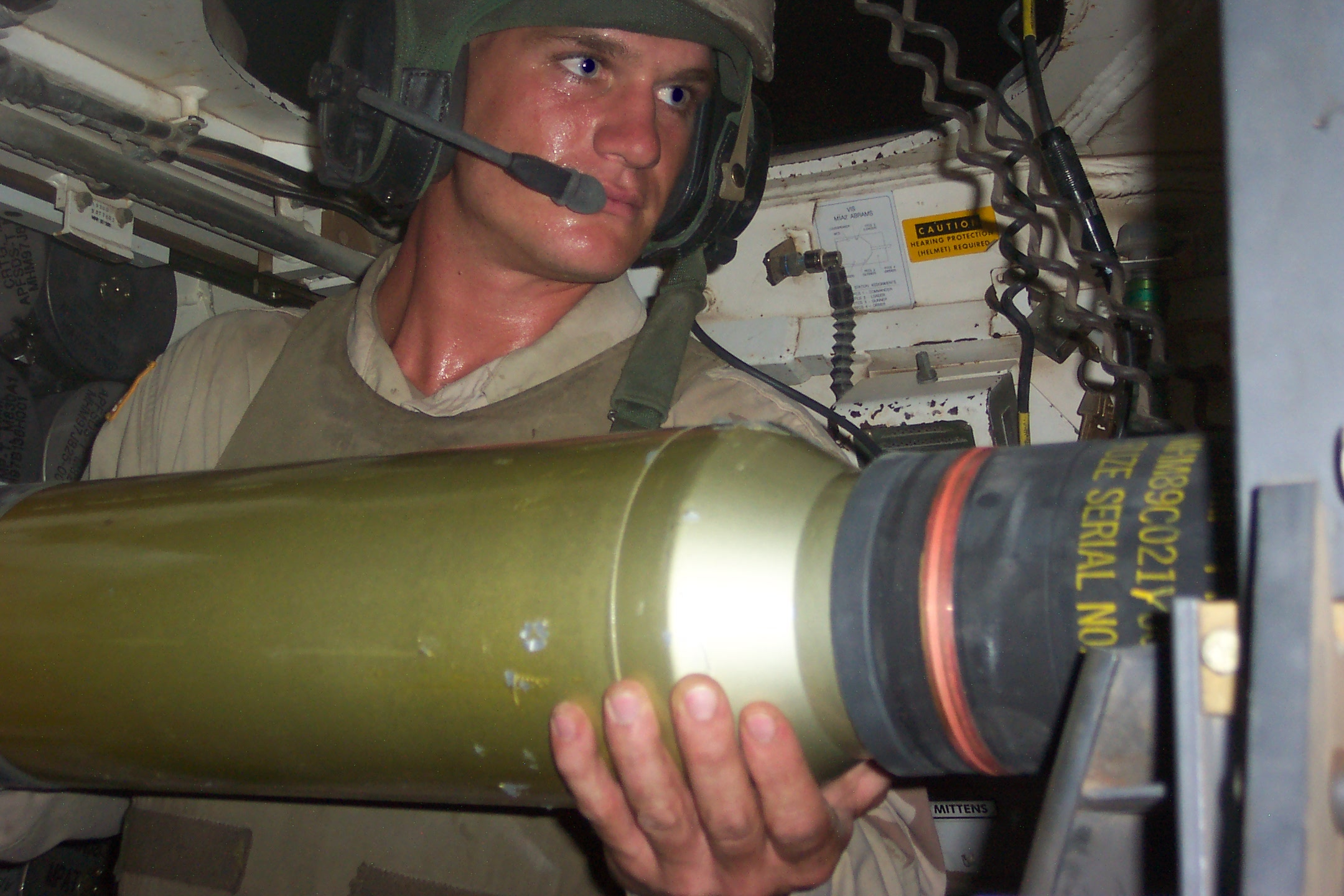
Ladeschütze beim Einlegen einer 120-mm-Granatpatrone in den Verschluss der Kanone eines Kampfpanzer M1 Abrams

Mit Ladeschütze (englisch loader; französisch chargeur) wird der Soldat der Panzerbesatzung bezeichnet, der primär für das Laden der Kanone verantwortlich ist.
Der Begriff des Ladeschützen entstand nicht automatisch mit dem Aufkommen von Panzerfahrzeugen, da diese teilweise so klein waren, dass sie nur Platz für eine Besatzung von zwei Mann hatten (Renault FT) und der Panzerkommandant im Turm die Kanone selbst laden musste, oder dass keine Kanone vorhanden war, wie beim Panzer I oder beim britischen Medium Mark C. Erst bei den dann größeren Fahrzeugen der 1930er Jahre (M3 Stuart – Panzer III – Char B1) mit einer Besatzung von in der Regel vier oder fünf Soldaten kam dann der Ladeschütze zum Einsatz.
In der Regel befindet sich heute der Platz des Ladeschützen bei turmbestückten Kampfpanzern aus dem westlichen Einflussbereich auf der linken Seite des Turms, während er sich bei den Panzern aus russischer Fertigung (z. B. T-34 oder T-54) rechts befand. Bei letzteren ging man dann ab dem Modell T-64 dazu über, auf den Ladeschützen zu verzichten und diesen durch eine Ladeautomatik zu ersetzen. Dies hatte keine personellen, sondern rein taktische Gründe. Einem Ladeschützen musste man zwischen dem Boden des Turms und dem Turmdach eine gewisse Kopffreiheit zugestehen, die zwischen 1,70 und 1,80 Metern liegt. Da man nicht tiefer nach unten in den Panzer gehen konnte, ergab sich dadurch die Mindesthöhe des Panzerturms und damit die Gesamthöhe der Fahrzeugsilhouette. Durch den Wegfall des Ladeschützen konnte man den Turm und damit die Gesamthöhe des Fahrzeuges niedriger halten und dadurch die frühzeitige Erkennung und Trefferwahrscheinlichkeit verringern. (Der Richtschütze und der Kommandant nehmen nur sitzende Positionen ein, außerdem sitzt der Richtschütze nicht unter dem Kommandanten, sondern neben ihm.) Nichtsdestoweniger hat man in Deutschland (Leopard 2), den USA (M1 Abrams) und Großbritannien (Challenger 2) als den wichtigsten westlichen panzerbauenden Nationen den Ladeschützen beibehalten (Frankreich macht hier eine Ausnahme, der Kampfpanzer Leclerc besitzt anstelle des Ladeschützen eine Ladeautomatik). Eine Ausnahme sind die turmlosen sogenannten Jagdpanzer, hier ist die Anordnung unterschiedlich. Auch das Platzangebot ist für den Ladeschützen hier noch weiter eingeschränkt (der schwedische Stridsvagn 103 fällt in keine dieser Kategorien, da es sich um einen turmlosen Kampfpanzer mit Ladeautomatik handelte). Bei den älteren Kampfpanzern war die Sicht des Ladeschützen auf ein Minimum beschränkt. Es waren gar keine oder nur eine geringe Anzahl an Winkelspiegeln vorhanden, der Ladeschütze war sich über die Situation außerhalb des Fahrzeugs meistens im Unklaren.

## Aufgaben
Die Aufgabe des Ladeschützen liegt in erster Linie darin, die Kanone zu laden. Dabei wählt er die Munition gemäß den Anordnungen des Richtschützen oder des Kommandanten aus (je nach Art des Ziels gibt es unterschiedliche Munitionssorten). Des Weiteren ist er für die Munition des koaxialen und des Fliegerabwehr-MG verantwortlich. Sofern vorhanden (z. B. Leopard), bedient er auch das über der Ladeschützenluke angebrachte Maschinengewehr zur Nahverteidigung.
Ihm obliegt die Pflege der Kanone und er ist an den Wartungsarbeiten für das Fahrzeug im Rahmen seiner Möglichkeiten beteiligt. Beim Verladen des Panzers (Bahnverladung oder auf Schwerlasttransporter) sowie an Engstellen oder beim Rückwärtsfahren fungiert der Ladeschütze als erster Einweiser. Wird das Fahrzeug innerhalb einer militärischen Liegenschaft bewegt, in der Schritttempo vorgeschrieben ist, geht der Ladeschütze als Sicherung vor diesem her. Bei gefechtsmäßigem Fahren hat der Ladeschütze das Fahrzeug entsprechend vorzubereiten. Beim Aufmunitionieren verstaut er die Patronen und Munitionskästen an den vorgesehenen Lagerstellen. Bei der Bundeswehr war er für die Rückgabe der leeren Granathülsen verantwortlich, da diese zum Wiederladen bestimmt waren. Beim Fehlen einer dieser Hülsen (die als Souvenir sehr begehrt waren) sah sich die Besatzung und mit ihr der Ladeschütze einer Anzahl unangenehmer Fragen ausgesetzt.

## Stressfaktor
Der Ladeschütze ist im Gegensatz zu seinen Besatzungskameraden einem ungleich stärkeren Stress ausgesetzt. Das macht sich einerseits in der höheren physischen Belastung bemerkbar – er muss die Granatpatronen aus den Halterungen nehmen und in den Verschluss einführen (erstere sind im Laufe der Jahrzehnte wegen der Kalibervergrößerungen immer schwerer und unhandlicher geworden – von 37 mm bei Renault FT bis zu den heute üblichen 120 mm), andererseits ist der Ladeschütze psychisch belastet; bei Geländefahrten kann er nicht vorausschauend reagieren, da er nicht sehen kann, welche Art von Gelände vor dem Fahrzeug liegt und er beim Ladevorgang auch keine Hand frei hat, um sich festzuhalten (auch bei neueren Fahrzeugen mit ausreichenden Winkelspiegeln hat der Ladeschütze beim gefechtsmäßigen Fahren nicht die Zeit oder die Möglichkeit, sich nach draußen zu orientieren). Dazu fehlte bei den älteren Fahrzeugen wie dem M47 und M48 der Hülsenfangsack unter dem Verschluss, sodass die leeren Granathülsen auf den Boden fallen und dem Ladeschützen zwischen den Füßen herumrollen (Eine hohe Feuerrate ließ auch nicht die Zeit, diese aufzuheben und in die leeren Halterungen zurückzuschieben.) Der einzige Vorteil gegenüber den anderen Besatzungsmitgliedern liegt darin, dass ihm in den Ruhezeiten innerhalb des Turms etwas mehr Bewegungsfreiheit zur Verfügung steht. Weiterhin hat der Ladeschütze gegenüber Fahrer und Richtschütze den Vorteil, bei einem kritischen Treffer eventuell noch durch seine stets frei zugängliche Luke aus dem Panzer entkommen zu können. Der Richtschütze muss warten, bis der Kommandant den Turm verlassen hat, beim Fahrer kann die Turmstellung eine Flucht erschweren bis unmöglich machen.